# Campeonato Mundial de Patinação Artística no Gelo de 1951
O Campeonato Mundial de Patinação Artística no Gelo de 1951 foi a quadragésima segunda edição do Campeonato Mundial de Patinação Artística no Gelo, um evento anual de patinação artística no gelo organizado pela União Internacional de Patinação (em inglês:  International Skating Union) onde os patinadores artísticos competem pelo título de campeão mundial. A competição foi disputada entre os dias 23 de fevereiro e 25 de fevereiro, na cidade de Milão, Itália.

## Eventos
- Individual masculino
- Individual feminino
- Duplas

## Medalhistas
| Evento                        | Ouro                                       | Prata                                          | Bronze                                    |
| Individual masculino detalhes | Dick Button · Estados Unidos               | James Grogan · Estados Unidos                  | Helmut Seibt · Áustria                    |
| Individual feminino detalhes  | Jeannette Altwegg · Reino Unido            | Jacqueline du Bief · França                    | Sonya Klopfer · Estados Unidos            |
| Duplas detalhes               | Ria Baran · Paul Falk · Alemanha Ocidental | Karol Kennedy · Peter Kennedy · Estados Unidos | Jennifer Nicks · John Nicks · Reino Unido |

## Resultados

### Individual masculino
| Pos.              | Nome               | Nacionalidade      | Pontos |
| ----------------- | ------------------ | ------------------ | ------ |
| Medalha de ouro   | Dick Button        | Estados Unidos     | 183.71 |
| Medalha de prata  | James Grogan       | Estados Unidos     | 170.69 |
| Medalha de bronze | Helmut Seibt       | Áustria            | 168.86 |
| 4                 | Hayes Alan Jenkins | Estados Unidos     | 168.15 |
| 5                 | Dudley Richards    | Estados Unidos     | 156.56 |
| 6                 | Carlo Fassi        | Itália             | 156.67 |
| 7                 | Don Laws           | Estados Unidos     | 150.52 |
| 8                 | Michael Carrington | Reino Unido        | 147.93 |
| 9                 | William Lewis      | Canadá             | 132.98 |
| 10                | Freimut Stein      | Alemanha Ocidental | 132.10 |
| 11                | Ryusuke Arisaka    | Japão              | 129.40 |

### Individual feminino
| Pos.              | Nome                       | Nacionalidade      | Pontos |
| ----------------- | -------------------------- | ------------------ | ------ |
| Medalha de ouro   | Jeannette Altwegg          | Reino Unido        | 192.72 |
| Medalha de prata  | Jacqueline du Bief         | França             | 188.67 |
| Medalha de bronze | Sonya Klopfer              | Estados Unidos     | 185.69 |
| 4                 | Suzanne Morrow             | Canadá             | 184.63 |
| 5                 | Barbara Watt               | Reino Unido        | 179.25 |
| 6                 | Tenley Albright            | Estados Unidos     | 179.06 |
| 7                 | Andra McLauchlin           | Estados Unidos     | 178.30 |
| 8                 | Margaret Anne Graham       | Estados Unidos     | 176.99 |
| 9                 | Valda Osborn               | Reino Unido        | 174.44 |
| 10                | Gundi Busch                | Alemanha Ocidental | 164.95 |
| 11                | Frances Dorsey             | Estados Unidos     | 164.82 |
| 12                | Helga Dudzinski            | Alemanha Ocidental | 162.93 |
| 13                | Elizabeth Hiscock          | Canadá             | 162.81 |
| 14                | Erika Kraft                | Alemanha Ocidental | 163.33 |
| 15                | Susi Wirz                  | Suíça              | 161.06 |
| 16                | Lotte Schwenk              | Áustria            | 151.74 |
| 17                | Yolande Jobin              | Suíça              | 149.88 |
| 18                | Ghislaine Kopf             | Suíça              | 145.68 |
| 19                | Yvonne Sugden              | Reino Unido        | 145.51 |
| 20                | Inge Jell                  | Alemanha Ocidental | 136.90 |
| 21                | Etsuko Inada               | Japão              | 135.31 |
| 22                | Alida Elisabeth Stoppelman | Países Baixos      | 131.26 |
| 23                | Grete Dunst                | Áustria            | 117.78 |

### Duplas
| Pos.              | Nome                                | Nacionalidade      | Pontos |
| ----------------- | ----------------------------------- | ------------------ | ------ |
| Medalha de ouro   | Ria Baran / Paul Falk               | Alemanha Ocidental | 10.89  |
| Medalha de prata  | Karol Kennedy / Peter Kennedy       | Estados Unidos     | 10.85  |
| Medalha de bronze | Jennifer Nicks / John Nicks         | Reino Unido        | 10.51  |
| 4                 | Elianne Steineman / André Calamé    | Suíça              | 10.07  |
| 5                 | Inge Minor / Hermann Braun          | Alemanha Ocidental | 9.92   |
| 6                 | Marlies Schrör / Hans Schwarz       | Alemanha Ocidental | 9.81   |
| 7                 | Silvia Grandjean / Michel Grandjean | Suíça              | 9.48   |
| 8                 | Janet Gerhauser / John Nightingale  | Estados Unidos     | 9.46   |
| 9                 | Silva Palme / Marco Lajovic         | Iugoslávia         | 9.19   |
| 10                | Elly Stärck / Harry Gareis          | Áustria            | 8.96   |
| 11                | Anne Holt / Austin Holt             | Estados Unidos     | 8.99   |
| 12                | Elizabeth Williams / John McCann    | Reino Unido        | 7.94   |

## Quadro de medalhas
| Ordem | País               | Medalha de ouro | Medalha de prata | Medalha de bronze |   | Ordem por total |
| ----- | ------------------ | --------------- | ---------------- | ----------------- | - | --------------- |
| 1     | Estados Unidos     | 1               | 2                | 1                 | 4 | 1               |
| 2     | Reino Unido        | 1               |                  | 1                 | 2 | 2               |
| 3     | Alemanha Ocidental | 1               |                  |                   | 1 | 3               |
| 4     | França             |                 | 1                |                   | 1 | 3               |
| 5     | Áustria            |                 |                  | 1                 | 1 | 3               |
| TOTAL | TOTAL              | 3               | 3                | 3                 | 9 | —               |